# Фталоцианины
Фталоцианины — тетраазобензопорфирины, высшие гетероциклические соединения, состоящие из изоиндольных (бенз[c]пиррольных) колец, соединённые между собой через sp2-гибридизованный атом азота, структурно родственны порфиринам. Комплексы фталоцианинов с переходными металлами используются в качестве красителей и пигментов.

## История открытия
Первое упоминание о странном тёмно-синем веществе, которое сейчас называется фталоцианином, относится к 1907 году. В 1927 году швейцарские исследователи пытались синтезировать фталонитрил из о-дибромбензола и цианида меди (реакция Роземунда — фон Брауна). При этом получались синие соединения, среди которых были медь-замещённые фталоцианин, нафталоцианин, октаметилфталоцианин. Исследователи сообщали об удивительно высокой стабильности этих окрашенных соединений — они при высоких возгонялись без разложения и не разлагались концентрированными кислотами и щелочами — однако так и не смогли определить их природу. Толчком к детальному исследованию этих соединений также послужила случайность: в результате реакции, в которой ожидались только бесцветные продукты, был получен осадок тёмно-синего цвета. Целенаправлено фталоцианин меди впервые был получен Линстедом в 1934 году при нагревании динитрила фталевой кислоты с порошком меди. После 1934 началось интенсивное исследование металлированных и неметаллированных фталоцианинов.

## Физические свойства
Тетраазопорфириновый цикл фталоцианинов представляет собой 18-электронную ароматическую систему, за счёт большой длины цепи сопряжения фталоцианины ярко окрашены, поглощая в видимом диапазоне в области примерно от 400 до 700 нм с коэффициентом молярной экстинции порядка 105 моль−1 см−1, у незамещённого фталоцианина присутствует два пика поглощения — при 663,75 нм, 140793 моль−1 см−1 и 699 нм, 161453 −1 см−1 (в хлорнафталине) Введение электродонорных заместителей в бензольные фрагменты фталоцианина может приводить к батохромному сдвигу длинноволновой полосы поглощения до ~100 нм.
Фталоцианины и металлофталоцианины при нормальных условиях находятся в твёрдой фазе. Легко сублимируют и кристаллизуются, что позволяет получить очень чистые материалы. 
Для фталоцианинов характерна высокая термическая стабильность: так, фталоцианин меди устойчив к кратковременному нагреву на воздухе до температур 400—500 °C, в вакууме — до 900 °C. При нагревании в вакууме в течение 5 суток при температуре 550—575 °C разлагается ~9 % фталоцианина меди, при этом в газообразных продуктах разложения преобладает синильная кислота.
Растворяются в концентрированной серной, фосфорной, хлорсульфоновой, трихлоруксусной и трифторуксусной кислотах, при их разбавлении выпадают в осадок, растворимы в высококипящих органических растворителях (нитробензол, хинолин). При наличии объёмистых гидрофобных заместителей растворимость в неполярных растворителях повышается, сульфированые фталоцианины (фталоцианинсульфокислоты) растворимы в воде.

## Химические свойства
Фталоцианины амфотерны: под действием сильных кислот происходит протонирование мостиковых атомов азота — вплоть до полного протонирования с образования тетрапротонированных солей под действием концентрированной серной и хлорсульфоновой кислот.
Водороды при пиррольных атомах азота подвижны и под действием оснований отщепляются с образованием дианиона. Пиррольные протоны также могут замещаться катионами металлов с образованием соответствующих солей либо комплексных соединений.
Фталоцианины, будучи ароматическими соединениями, вступают в реакции электрофильного замещения: они сульфируются, нитруются, галогенируются, реакционная способность комплексных металлоцианинов переходных металлов по сравнению со фталоцианинами понижена, так, например, если фталоцианин может быть хлорирован в суспензии в четырёххлористом углероде, то промышленный метод хлорирования фталоцианина меди — хлорирование в расплаве эвтектической смеси NaCl и AlCl3.
Под действием сильных окислителей (K2Cr2O7, KMnO4, Ce(SO4)2, концентрированной HNO3) в присутствии воды происходит разрушение тертаазобензопорфиринового цикла с образованием соответствующих производных фталевых кислот, в отсутствие воды (избыток брома в метаноле, концентрированная HNO3 в нитробензоле) продуктом окисления металлофталоцианинов являются производные изоиндоленина.

## Комплексообразование и фталоцианиновые красители
Фталоцианины образуют с катионами щелочных и щелочноземельных металлов (а также некоторых переходных металлов, например, Cd2+) соединения солеобразного характера: они не растворимы в органических растворителях, не возгоняются и под действием кислот разлагаются, давая исходные фталоцианины. В случае ряда переходных металлов (Cu, Ni, Pd, Pt, Os) образуются высокоустойчивые комплексные соединения, способные к сублимации (фталоцианин меди сублимируется при атмосферном давлении при 550 °C), растворимые без деметаллирования в концентрированных кислотах и способные растворяться в органических растворителях.
Окрашенные комплексные фталоцианины переходных металлов — в первую очередь фталоцианин меди и его производные — устойчивы к нагреву и окислению и используются в качестве пигментов.

## Получение
По изображению слева видно, что молекула фталоцианина состоит из четырёх одинаковых частей. На этом и базируется стратегия синтеза: в качестве исходных берут соединения, соответствующие данной части. Это различные производные фталевой кислоты: фталонитрил, о-цианобензамид, фталевый ангидрид, фталимид и дииминоизоиндол.

## Применение
Подавляющая часть производимых фталоцианинов ~90 % в виде комплексов фталоцианинов с переходными металлами используется в качестве пигментов. Наибольшее промышленное значение и, соответственно, долю в производстве, имеют медные комплексы. Незамещённый фталоцианин меди (CuPc) в кристаллических α- и β-формах широко применяется в качестве синего пигмента. Перхлорбромфталоцианины меди используются в качестве зелёных пигментов, сдвиг цвета от синего к жёлтому таких пигментов увеличивается с увеличением отношения бром/хлор.
Растворимые производные фталоцианинов используются также в качестве красителей. Натриевые соли медных комплексов фталоцианиндисульфокислоты CuPC(SO3Na)2 (краситель Direct Blue 86, CAS 1330-38-7) и фталоцианинтетрасульфокислоты CuPC(SO3Na)4 (краситель Acid Blue 249, CAS 36485-85-5) применяются как прямые красители для натуральных и синтетических волокон, бумаги и кожи. Производые фталоцианина кобальта (краситель Vat Blue 29, CAS 1328-50-3) используются в качестве кубовых красителей для целлюлозных волокон.
Также фталоцианины применяются для изготовления активного слоя CD-R дисков.
В качестве редокс-катализаторов фталоцианины переходных металлов нашли применение в процессах демеркаптанизации и обезвреживания сернисто-щелочных стоков.
Фталоцианин меди входит в состав известной смазки №158 с загустителем на основе литиевых и калиевых солей смоляных кислот канифоли (в первую очередь абиетаты калия и лития) и жирных кислот касторового масла (получают омылением очищенного касторового масла щелочами, в данном случае гидроксидами лития и калия соответственно). Фталоцианин меди используется в качестве антиокислительной присадки, придаёт самой смазке №158 характерный синий цвет.